# 伯德街小岛
《鳥街上的孤島》（The Island on Bird Street）於1985年出版，是一本由波兰籍以色列作家尤里·奥莱夫（Uri Orlev）撰写的希伯来语半自传儿童小说，讲述了二战时期一个名叫亚历克斯（Alex）的小男孩在犹太区独自顽强地生存下去的故事。作者主要凭此书在1996年被授予国际安徒生文学奖（Hans Christian Andersen Award）。此书已被翻译成多种语言，并被改编成同名话剧和电影。

## 情节
亚历克斯是一个住在波兰犹太区的11岁男孩，与他父亲和伯伯住在一起。一天，德国士兵来到小镇上，将犹太区分成若干区域，并把住在那里的人们送上火车带走，而亚历克斯的伯伯为了保护男孩，被德军枪击杀害，他的父亲被送走。在他们分开後不久，亚历克斯就下决心要在几乎无人的犹太区生存下去。在犹太区中，他遇到了邻居、强盗等人，也有一些人帮助他。後来，他躲在一个被炸毁的废弃建筑物中生活。他利用建筑物的废弃材料亲手搭建了一个树屋，并且制作了可以收放的悬梯。他每天都与他的宠物小老鼠雪儿（Snow）待在一起，而且要自己寻找食物，并要逃脱德军的搜查。後来，他遇到两个波兰地下党成员，其中一个受了重伤，亚历克斯帮助他，照顾他直至伤愈，他们还成了朋友。在这过程中，他认识了医生一家，但後来医生被德国人抓走，生死不明。後来波兰地下党成员要带他离开，但他拒绝了，因为他担心父亲回来会找不到他。之後，他遇到了一个小女孩，并成了朋友，过了一段时间，他们为了躲避战火，要搬离这个地方，去乡下的舅舅家，女孩的妈妈希望他能一起离开，但他再次拒绝。他一直没有失去希望，从不放弃，一直等待父亲的到来。後来，由於战火的侵袭，树屋最终坍塌，他和雪儿都掉了下来，虽然他安然无恙，但他的小白鼠死去了。他在废墟洞中为雪儿举行了一个葬礼，在雪儿的埋葬地周围插满了火柴。他非常悲伤，後来因为过於劳累，他睡着了。这时他的父亲终於回来，扒开了石块，看到了亚历克斯。亚历克斯以为自己再次进入了梦境，因为他曾经一次次地在梦中奔向父亲的怀抱，但最後发觉一切都是真实的。故事的最後，看着战争结束後街道上喜悦的人们，他的父亲驾着马车带他离开了伯德街，开始了新的生活。